# Diplycosia megabracteata
Diplycosia megabracteata är en ljungväxtart som först beskrevs av Graham Charles George Argent, och fick sitt nu gällande namn av Graham Charles George Argent. Diplycosia megabracteata ingår i släktet Diplycosia och familjen ljungväxter. Inga underarter finns listade i Catalogue of Life.